# 돌아온 액션퍼즐패밀리
《아쿠의 퍼즐패밀리》는 컴투스가 만든 소셜 네트워크 퍼즐 놀이이다. 주어진 놀이 중 하나를 선택해서 제한 시간 1분 안에 얻은 점수의 총 합으로 일주일마다 순위가 결정된다. 아이템을 사용하여 제한 시간을 5초 더 늘릴 수 있다. 10 콤보이면 피버, 20 콤보이면 슈퍼 피버가 발동되어 추가 점수를 얻을 수 있다. 최고 점수의 총합이 높아지면 집을 이사간다.

## 종류
- 아쿠의 치매 예방: 같은 카드 두 짝을 찾아내는 놀이이다. 일정한 게이지가 차면 폭탄이 화면 가득히 채워져 없앨 수 있다. 친구의 사진이 카드로 나타나기도 한다.
- 삼촌의 니편내편: 주어진 캐릭터와 일치하는 곳으로 옮기는 놀이이다. 일정한 게이지가 차면 폭탄이 등장하며 캐릭터 몇 개를 없앨 수 있다.
- 조카의 뿅뿅뿅: 붙어 있는 같은 색의 블럭 세 개를 찾아 없애는 놀이이다.  일정한 게이지가 차면 폭탄이 나타나며 폭탄이 위치한 가로 세로의 블럭을 없앨 수 있다.
- 할매의 길찾기: 같은 캐릭터의 길을 다른 캐릭터의 길과 겹치지 않게 그려 길을 찾는 놀이이다. 드래그를 하여 그릴 수 있다.
- 엄마의 삼단 정리: 세 줄로 된 블럭을 같은 색의 블럭 세 개를 쌓아 없애는 놀이이다.
- 막내의 차곡차곡